# Turnera gardneriana
Turnera gardneriana là một loài thực vật có hoa trong họ Lạc tiên. Loài này được Arbo miêu tả khoa học đầu tiên năm 1993.